# Еремеев, Иосиф Дмитриевич
Иосиф Дмитриевич Еремеев (1907—1992) — советский конструктор свеклоуборочных комбайнов, лауреат Сталинской премии 1952 года.

## Биография
Родился в апреле 1907 года.
С 1932 года работал в Центральном институте сахарной промышленности, с 1934 по 1954 год — в выделившемся из него ВНИИ свекловичного полеводства, во время войны — на авиационном заводе в г. Киров.
Вместе с В. А. Кореньковым и Г. А. Мельниковым сконструировал первый в мире трёхрядный свеклоуборочный комбайн СКЕМ-3 (свеклоуборочный комбайн Коренькова-Еремеева-Мельникова), серийное производство которого началось в 1950 году. В 1952 году за эту работу присуждена Сталинская премия.
С 1954 года — во Всесоюзном институте механизации сельского хозяйства (ВИМ).
В 1961 году защитил кандидатскую диссертацию:
- Свеклоуборочный комбайн СКЕМ-3 и дальнейшее развитие комбайновой уборки сахарной свеклы : диссертация … кандидата технических наук : 05.00.00. — Москва, 1961. — 46 с. разд. паг. : ил.

В 1960-е гг. участвовал в разработке свеклоуборочного комбайна КСТ-3.
С 1977 г. на пенсии.
Дочь — Еремеева Алина Иосифовна, автор книг по истории астрономии.

## Сочинения
- Элементы теории построения рабочих органов свеклоуборочных комбайнов [Текст]. — Москва : Машгиз, 1961. — 132 с., 3 л. черт. : ил.; 22 см.
- Свеклоуборочный комбайн [Текст] / И. Д. Еремеев, Г. А. Мельников. — 2-е изд., перераб. — Москва : Сельхозгиз, 1958. — 243 с., 3 л. черт. : ил.; 26 см.
- Свеклоуборочный комбайн СКЕМ-3 [Текст] : Устройство, эксплуатация и ремонт / И. Д. Еремеев, Г. А. Мельников, лауреаты Сталинской премии. — Москва : Сельхозгиз, 1955. — 180 с., 2 л. ил. : ил.; 27 см.
- Опыт комбайновой уборки сахарной свеклы [Текст] / И. Д. Еремеев, Г. А. Мельников, Л. М. Кобыляков. — Москва : Сельхозгиз, 1955. — 46 с. : черт.; 20 см. — (Передовой опыт в сельском хозяйстве).
- Опыт использования свеклоуборочного комбайна СКЕМ-3 [Текст] / И. Д. Еремеев, инж.-конструктор лауреат Сталинской премии ; Гл. упр. с.-х. пропаганды и науки М-ва сельского хозяйства СССР. — Москва : Изд-во М-ва сельского хозяйства СССР, 1954. — 12 с. : черт.; 22 см.